# Teoria dos redutos
Teoria dos redutos trata da conformação geológica e vegetal brasileira a partir de sua origem remota, no período das glaciações, ocorrido há 2 milhões de anos.
Durante esse período, as florestas originais teriam se dividido e refugiado em outras áreas, abrindo espaço para vegetações de clima semi-árido como o cactus. Com a volta do clima original, as florestas retornaram ao local de origem, mas agora formavam espécies diferentes, pelo tempo em que viveram isoladas.